# Jason Orange
Jason Thomas Orange, född 10 juli 1970 i Manchester, England, är en brittisk sångare, dansare och skådespelare. Han var medlem i Take That (1990–1996, 2006–2014).
Orange växte upp med en ensamstående mamma, i en stor familj med många hel- och halvsyskon. Han har en yngre tvillingbror som heter Justin.
Innan Take That var Orange känd i England som breakdansare. Han var med i den Manchester-baserade danstruppen Street Machine och var en av pionjärerna inom breakdance i norra England under 1980-talet. Street Machine deltog i The UK Breakdancing Championship 1985, där de vann sin deltävling i Manchester. Orange dansade även i tv-programmet The Hitman and Her på brittisk tv under slutet av 1980-talet.
Efter Take Thats splittring 1996 påbörjade Orange studier i skådespeleri. Han medverkade därefter i ett par brittiska tv-serier under det sena 1990-talet. Vid South Trafford College studerade Orange psykologi och sociologi. 
Orange lämnade Take That 2014. I ett officiellt uttalande meddelade Orange att han inte längre ville arbeta med musik eller bli igenkänd offentligt.

## Diskografi
Studioalbum med Take That
- Take That and Party (1992)
- Everything Changes (1993)
- Nobody Else (1995)
- Beautiful World (2006)
- The Circus (2008)
- Progress (2010)
- Progressed (2011)